# アカデムゴロドク
座標: 北緯54度51分3.6秒 東経83度6分21.6秒 / 北緯54.851000度 東経83.106000度

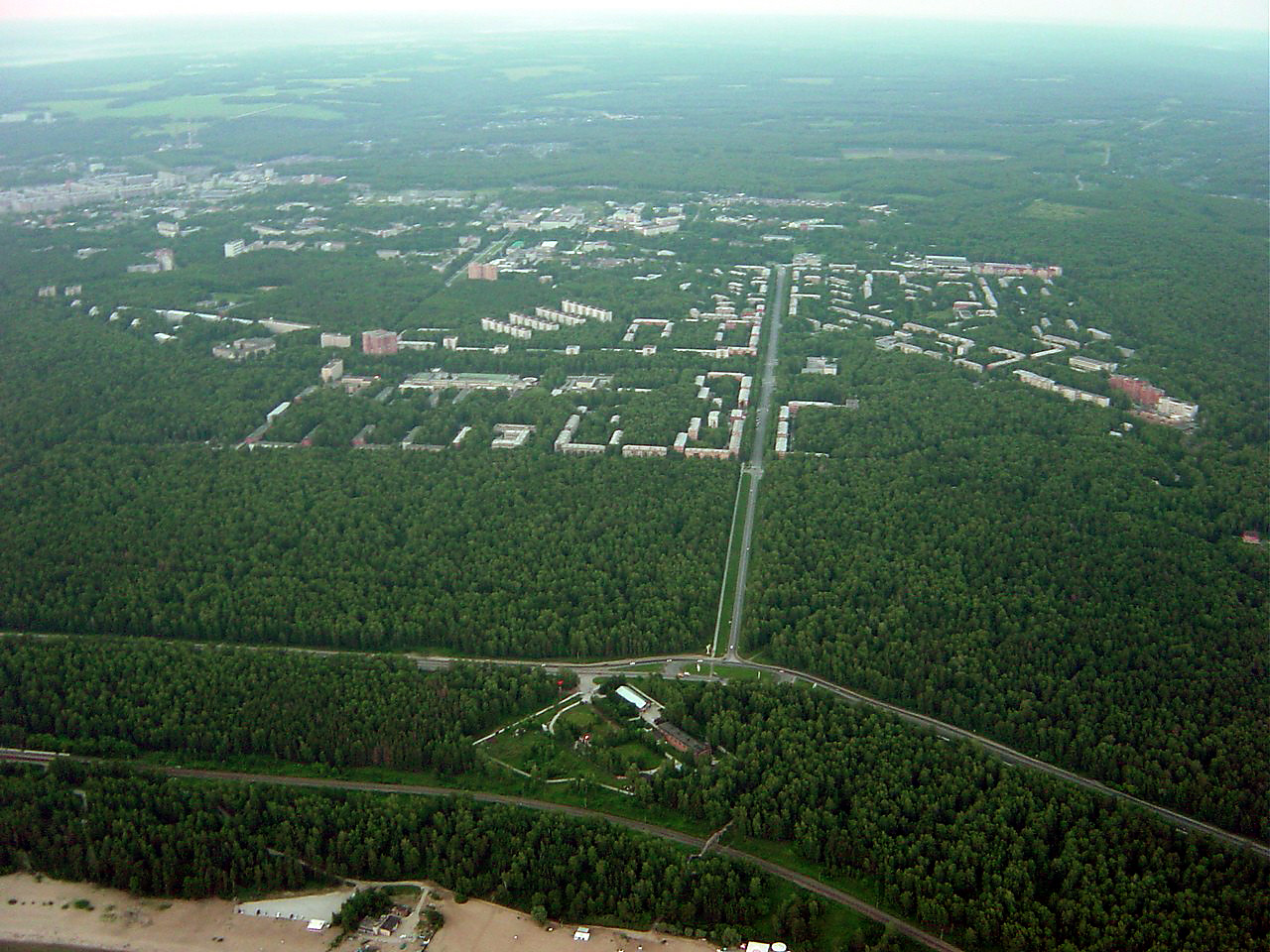
上空から

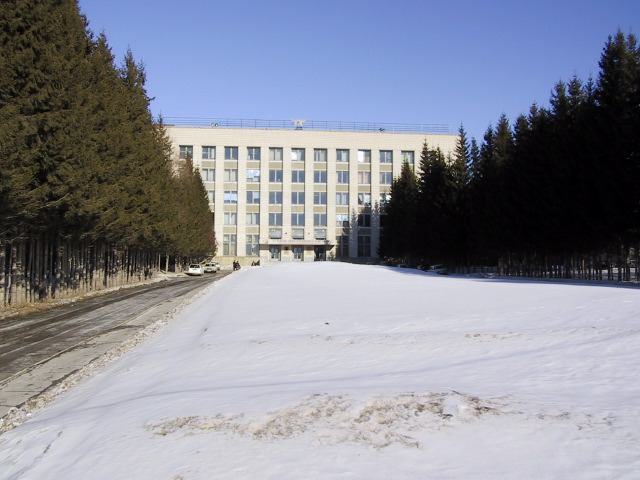
バドカー原子物理学大学

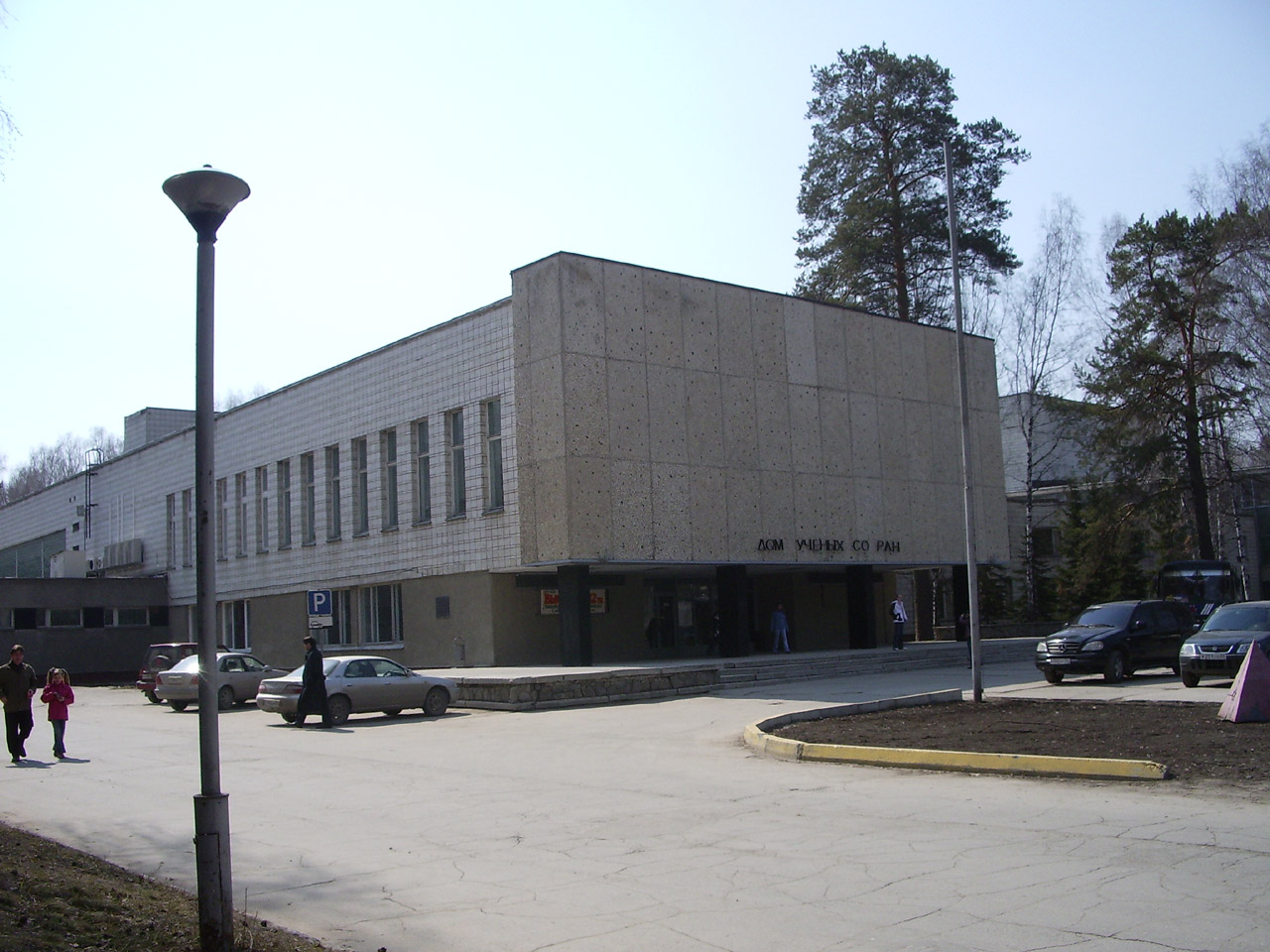
科学者のための文化センター

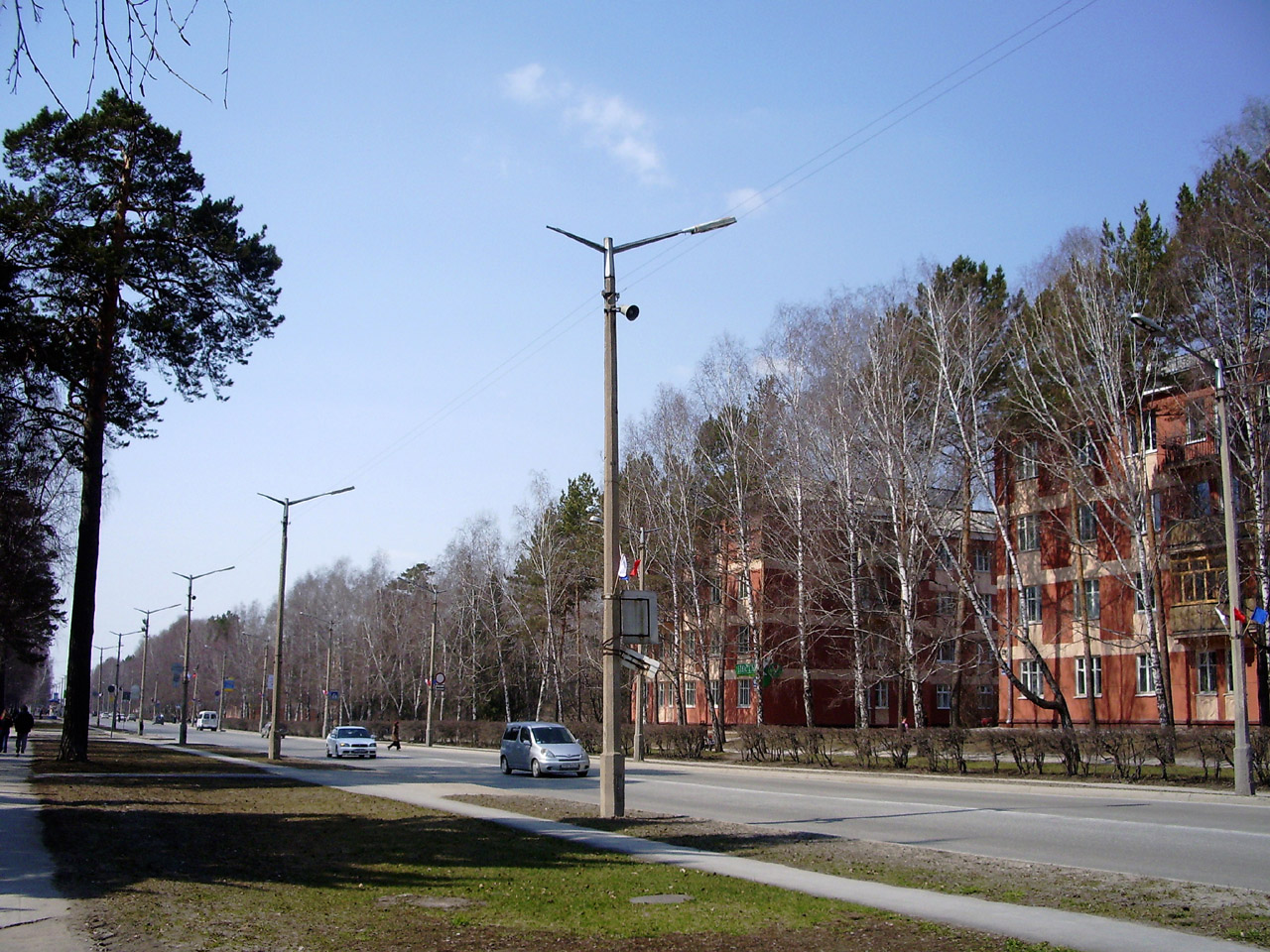
モルスコイ通りの住宅街

アカデムゴロドク（ロシア語: Академгородо́к, ラテン文字転写: Akademgorodok, ロシア語発音: [ɐkəˌdʲemɡərɐˈdok] アカヂムガラドーク）は、ロシアのノヴォシビルスクにある研究学園都市。
市街地の南方に展開している。
正式には、「ノヴォシビルスク学術都市」を意味するノヴォシビルスキー・アカデムゴロドク（Новосибирский Академгородок）である。人口は約13万人。

## 概要
「アカデムゴロドク」とは、ロシア語で「アカデミーの町」の意味であり、世界初の大規模科学研究都市とされる。日本で言えば、研究学園都市、学術都市に当たる計画都市であり、筑波研究学園都市のモデルになったとも言われる。アカデムゴロドクは、シベリアの教育・科学のセンターであり、ノヴォシビルスク南東30kmに位置する広大な針葉樹林を切り拓き、オビ川に造った人造湖オビ湖のほとりに位置する。アカデムゴロドクは、ロシア科学アカデミー・シベリア支部（極東地域を除くシベリア全域の研究所を統括。ソ連時代、科学アカデミーとアカデミシャンの地位は極めて高かった）に所属する37の研究所など、同支部を中心とした研究学園都市であり、同支部の教育機関としての役割も果たしているノヴォシビルスク大学 (NSU)のキャンパスもあり、また科学アカデミーとは別なアカデミーである農業アカデミー、医学アカデミーが存在する。また、研究者・学者のためのアパートやコテージが建設された他、市内には店舗、ホテル、病院、レストラン及びカフェ、映画館、クラブ及び図書館を含むアメニティが整備されている。アカデムゴロドク市の中枢とも呼べるのが、科学者会館（Dom Uchyonykh、The House of Scientists）である。同会館は、ロシアの古典、近代文学を始め、アメリカ、イギリス、フランス、ドイツ、ポーランド関係の蔵書約100万点を誇る図書館の他、画廊、講堂そしてすばらしいコンサート・ホールが併設されている。同会館においては、数多くの偉大な音楽家や俳優を招聘し、市民に優れた舞台を供している。
アカデムゴロドクは、1950年代にソ連科学アカデミーによって建設された。この新都市の構想者は、科学アカデミー・シベリア支部の初代所長を務めた物理学者で数学者のミハイル・アレクセイエヴィッチ・ラヴレンチェフ博士（Mikhail Alexeyevich Lavrentyev）である。アカデムゴロドクは、その最盛期には、約6万5000人の研究者とその家族ら関係者が居住していた。彼らには豊富な生活物資やダーチャ（別荘）などの様々な特権が与えられ、生活が保障されていた。

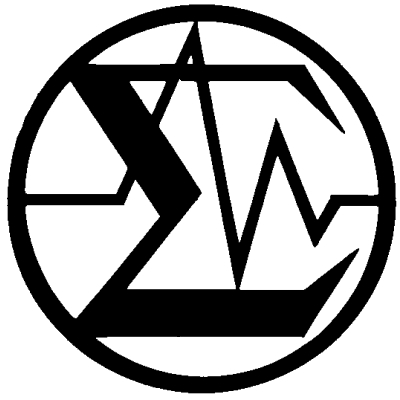
シグマ型のアカデムゴロドク市の紋章

## アカデムゴロドクの研究・教育機関一覧
- w:Kutateladze Institute of Thermal Physics,
- Institute of Inorganic Chemistry,
- United Institute of Catalysis,
- w:Vorozhtsov Novosibirsk Institute of Organic Chemistry,
- バドカー原子物理学大学 w:Budker Institute of Nuclear Physics,
- United Institute of Informatics and Mathematical Geophysics,
- Novosibirsk Institute of Bioorganic Chemistry,
- Institute of Cytology and Genetics,
- w:Sobolev Institute of Mathematics,
- United Institute of Geology,
- Geophysics and Mineralogy,
- United Institute of Automation and Electrometry,
- United Institute of Semiconductor Physics,
- Institute of Theoretical and Applied Mechanics,
- Institute of Chemical Kinetics and Combustion,
- United Institute of Hydrodynamics,
- 統一歴史研究所 United Institute of History,
- 文献学・哲学研究所 Philology and Philosophy,
- レーザー物理学研究所 Institute of Laser Physics,
- 中央シベリア植物園 Central Siberian Botanical Gardens,
- 固体物理化学・機械化学研究所 Institute of Solid State Chemistry and Mechanochemistry,
- 循環病理学研究所 Research Institute of Circulation Pathology,
- 経済産業技術研究所 Institute of Economics and Industrial Engineering,
- ロシア科学アカデミーシベリア支部幹部会 Presdium of the Sibirian Branch of the Russian Academy of Sciences,
- 科学者会館 Scientists' House,
- ノヴォシビルスク大学 Novosibirsk State University Novosibirsk State University,
- 物理学数学学校 Physical-Mathematical School,
- 考古学民俗学博物館 Museum of Archaeology and Ethnography,
- 中央シベリア地理学博物館 Central Siberian Geological Museum.